# Panorama
Pour les articles homonymes, voir panorama (homonymie).
Un panorama (mot anglais du XVIIIe siècle, lui-même formé à partir des mots de grec ancien pan ou « παν », tout, et horama ou « ὅραμα », spectacle) est une vue en largeur d'un espace physique.
Dans le langage courant, cela veut généralement dire une vue d'un objectif grand angle, que ce soit en photographie, en dessin, en peinture ou au cinéma. Le nom de la figure de panoramique au cinéma dérive du panorama. La plupart des appareils photo numériques ont une option « panoramique assisté » qui permet de prendre la photo suivante avec une partie de la photo précédente visible sur l'écran LCD. Cela permet ensuite de faciliter la superposition des photos lors d'un post-traitement numérique, souvent à l'aide d'un logiciel spécialisé, éventuellement avec n'importe quel logiciel de traitement numérique des photos.

## Exemples d'images panoramiques

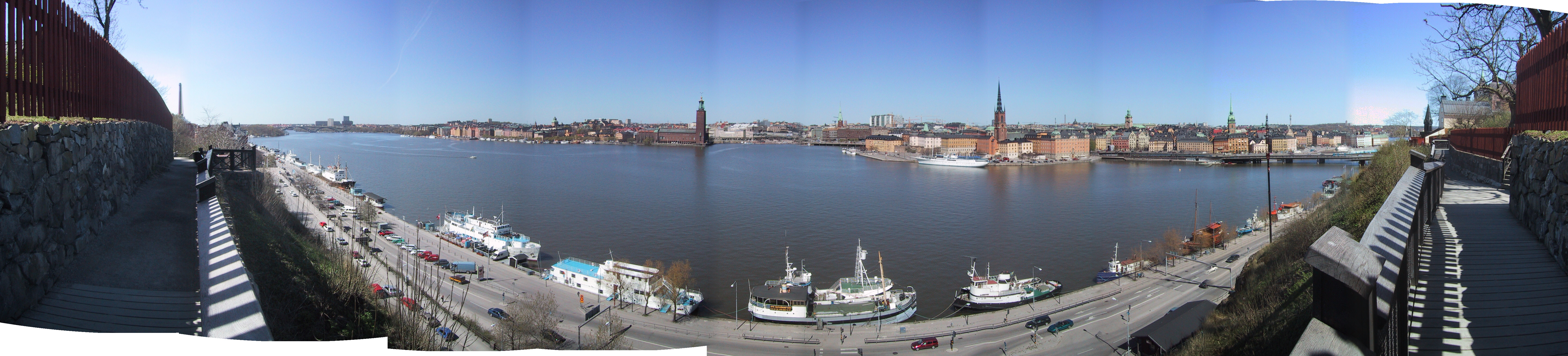
Les côtés de chaque segment du panorama sont courbés à cause de la déformation de l'image provenant de la projection cyclindrique utilisée pour représenter un angle de vue de cette largeur. Ces côtés sont souvent coupés afin que l'image soit plus esthétique.

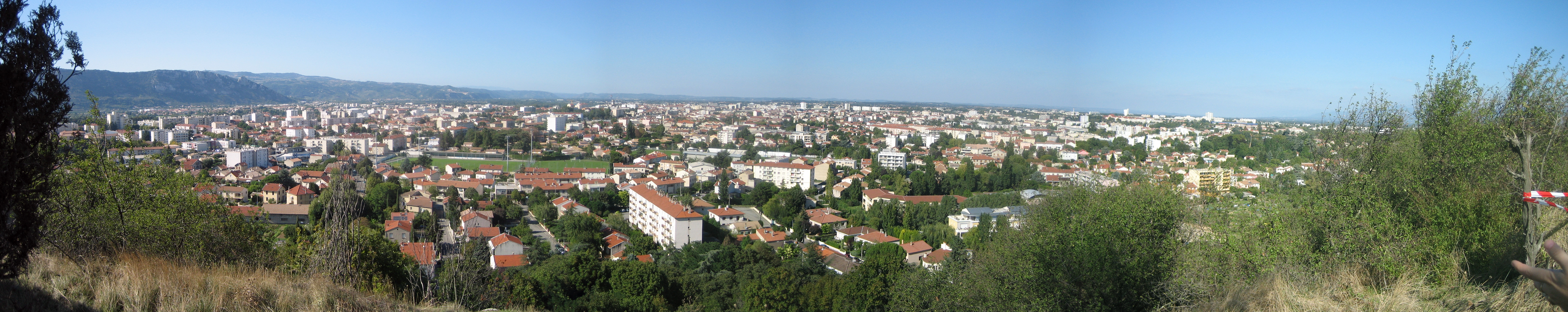
Vue sur la ville de Valence (Drôme).

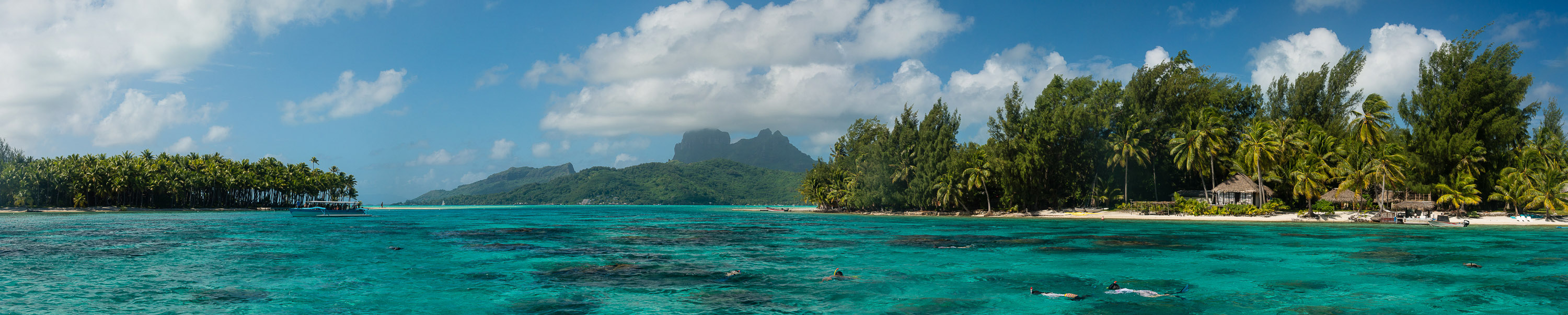
Le lagon de Bora Bora vu en photographie panoramique.

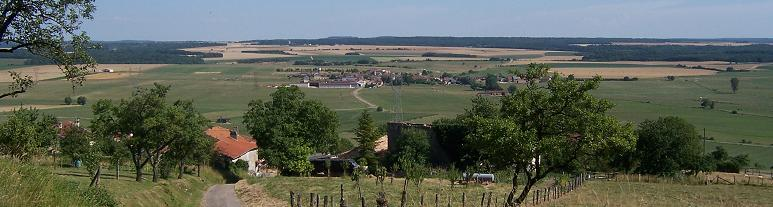
Vue depuis l'entrée du bois de Clérey-la-Côte, en France.

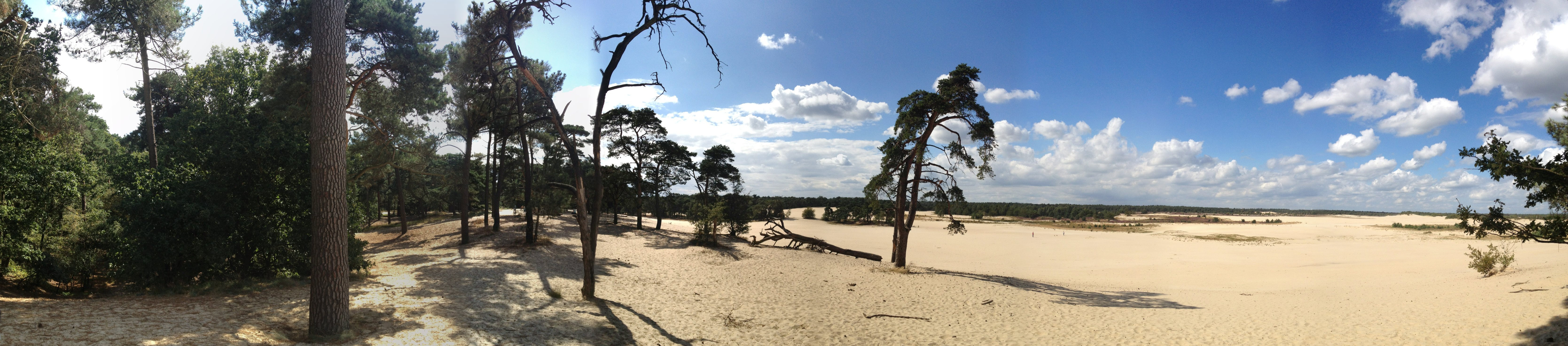
Vue du parc national De Loonse en Drunense Duinen (Pays-Bas).

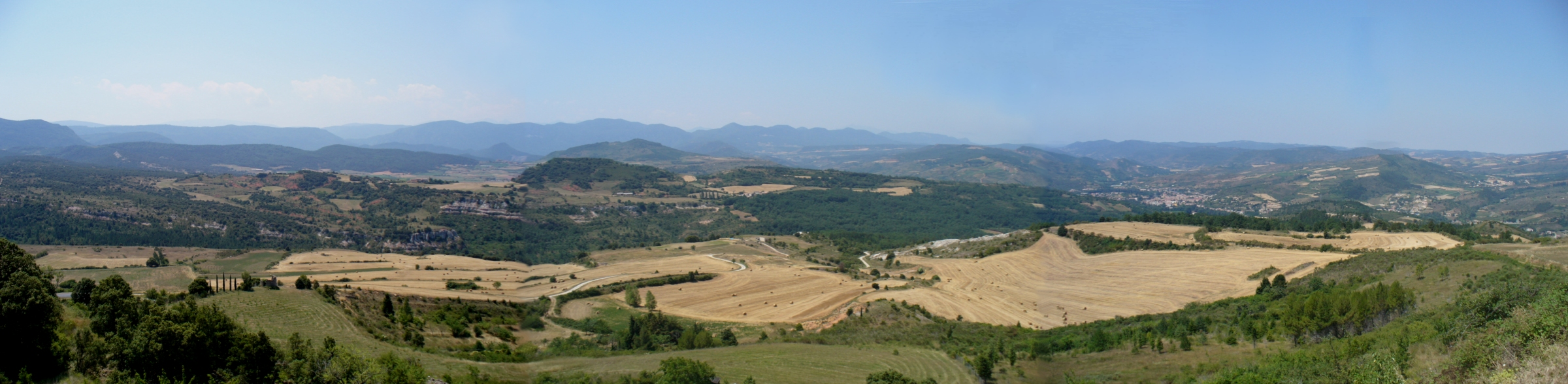
Vue sur la région historique du Razès, depuis le bourg central de Rennes-le-Château, Aude.

## Types de panoramas
- Panorama urbain

- Panoramas sur 4π stéradians : Ils donnent aux spectateurs la possibilité de se mouvoir sur 360° à l'horizontale et à 180° à la verticale dans une sphère virtuelle
- Panoramas sphériques : Les panoramas sphériques sont composés de multiples photos d'un lieu donné, assemblées par ordinateur.
- Panoramas cubiques : Une variante de la projection sphérique est la projection cubique. Les images sont assemblées non pas pour former une sphère mais un cube virtuel.

### Panoramas cylindriques
Les panoramas cylindriques sont faits de l'assemblage de diverses photographies sur un plan horizontal. Ils donnent aux spectateurs la possibilité de se mouvoir sur 360° à l'horizontale.
Généralement, les logiciels fournis avec les appareils photo numériques permettent la création de panorama. Le logiciel repère les correspondances entre les photos qui se suivent et les fait coïncider.

### Panoramas stéréographiques

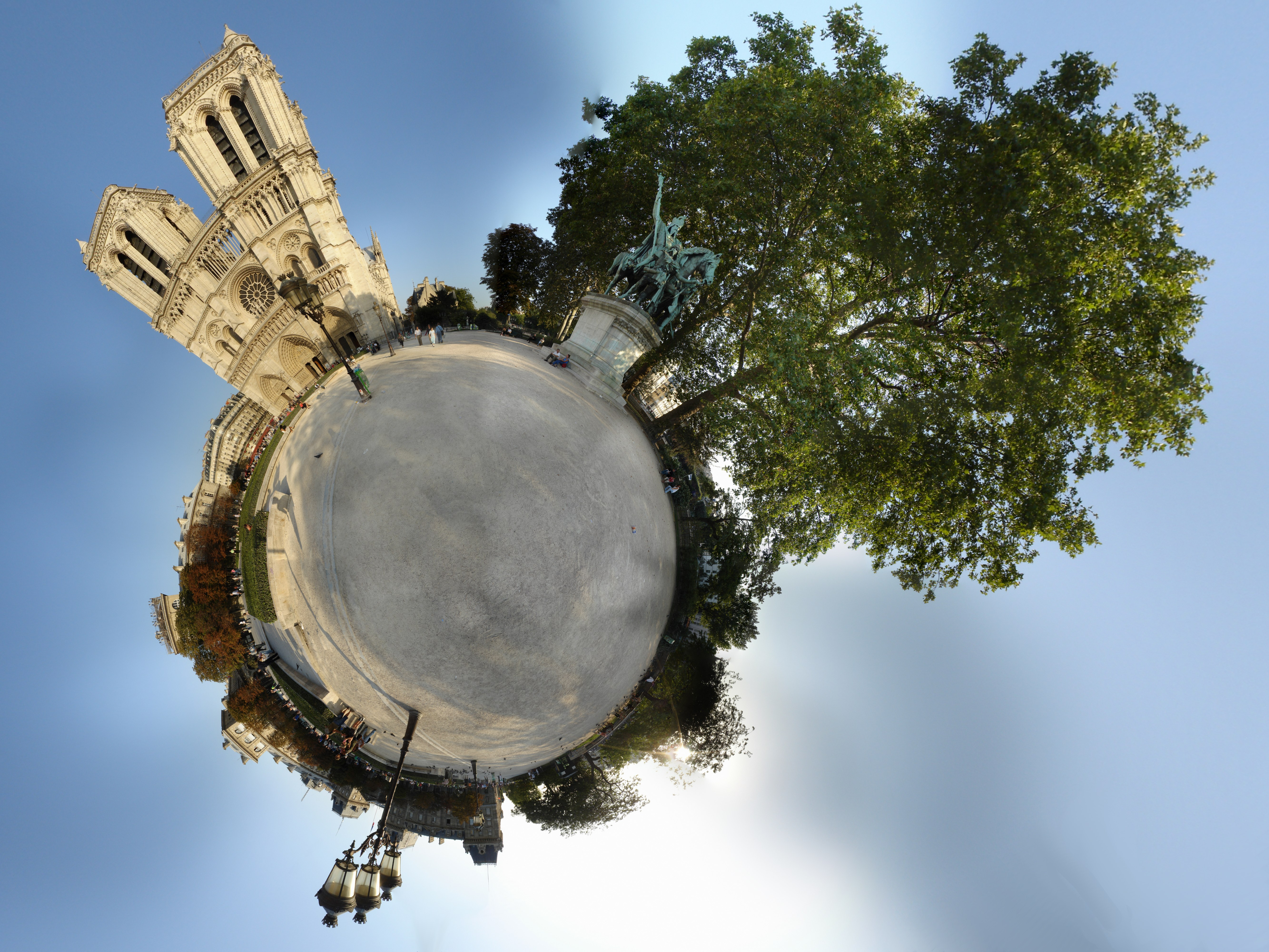
Panorama en projection stéréographique du parvis de la cathédrale Notre-Dame de Paris.

De tels panoramas sont également faits de l'assemblage de différentes photographies mais font l'objet d'une projection stéréographique. Aussi le résultat est-il différent : le sol ne figure plus en bas de la prise de vue photographique mais au centre de celle-ci, et le ciel ne figure plus en haut mais sur tous les bords extérieurs. Le résultat s'apparente donc à un disque. De telles représentations sont ainsi appelées « petites planètes » (« wee planet » en anglais) par le photographe Alexandre Duret-Lutz.

### Panoramas "panini"
Au-delà de 100° et jusqu’à 180°, la projection ‘Panini’ permet une perspective d’apparence linéaire sans "courber" les lignes de fuite ni étirer exagérément les bords de l’image (phénomène qui apparaît dès 80° de champ). Des corrections ponctuelles sous un logiciel photo, permettent de 're-linéariser' localement ce que l'on détecte qui n'a pas été parfaitement corrigé. Aucun objectif ne peut saisir ce "déroulé" de l'espace.
Le photographe Hervé Sentucq utilise exclusivement cette projection dans ses panoramas de plus de 100° de champ horizontal.

### Peinture en trompe-l'œil
Phénomène du XIXe siècle, mis au point par Robert Barker en 1787, ancêtre du diorama, c'est une rotonde avec éclairage sommital dans laquelle les murs intérieurs sont intégralement recouverts d'une toile cylindrique peinte en trompe-l'œil. Le premier peintre panoramiste français est Pierre Prévost.
Parmi la quinzaine existant encore dans le monde, quatre sont en Suisse à Thoune, Lucerne et Morat. Voir :
- Panorama Mesdag à La Haye (Pays-Bas), peint par Hendrik Willem Mesdag en 1880-1881 : peinture cylindrique de plus de 14 mètres de haut (40 mètres de diamètre, 120 mètres de circonférence) qui représente la ville et le port de La Haye ainsi que la plage de Schéveningue. C'est aujourd'hui le plus ancien panorama du monde conservé dans son lieu originel[2].
- Le Panorama de Racławicka qui décrit la bataille de Racławice (1794), qui se trouve à Wrocław, Pologne ;
- Le panorama Bourbaki : il montre l'armée du général français Charles Denis Bourbaki lors de son entrée en Suisse en 1870 ; il se trouve à Lucerne (Suisse) ;
- Panorama de Notre-Dame de Lourdes qui montre le miracle du cierge, le 7 avril 1858, où Bernadette Soubirous voit pour la 17e fois la Vierge Marie dans le rocher de Massabielle. Ce panorama peint à Paris, fut exposé à Lourdes de 1881 à 1956. Il est le plus vieux panorama français existant, il fut peint par Pierre Carrier-Belleuse ;
- Le Panorama de Jérusalem au temps de la Crucifixion du Christ du peintre allemand Bruno Piglhein, fut détruit par un incendie en 1892, outre Piglhein, y avaient participé les peintres Karl Hubert Frosch, Joseph Block, Johann Adalbert Heine et Josef Krieger.
- Le Panorama de Pleven, à Pleven en Bulgarie.
- Le panorama de la Bataille de Waterloo, au pied de la butte du Lion, à Waterloo en Belgique représentant la charge de la cavalerie française menée par le maréchal Ney contre les carrés alliés.
- Le Panorama du Mur de Berlin, de Yadegar Asisi, à Checkpoint Charlie à Berlin.
- Le Panorama XXL, de Yadegar Asisi, à Rouen.
- Le Panorama de la Guerre des paysans, du peintre et professeur d'art Werner Tübke, d'après une commande de la République démocratique allemande ou RDA / (de) Deutsche Demokratische Republik, situé au musée Panorama, un complexe construit à cet effet près du champ de bataille de la ville de Bad Frankenhausen en Thüringe au pied des collines Kyffhäuser.

## Sources
- Jean-Marc Besse, Face au monde. atlas, jardins, géoramas, Paris, Desclée de Brouwer, 2003  (ISBN 2-220-05166-8).
- Louis du Chalard & Antoine Gautier, « Les panoramas orientaux du peintre Pierre Prévost (1764-1823) », in Orients, Bulletin de l'association des anciens élèves et amis des langues orientales, juin 2010, p. 85-108.
- Louis du Chalard & Antoine Gautier, « Le Panorama de Constantinople, anonyme 20 828 du musée du Louvre, dévoile une partie de ses secrets », in Orients, Bulletin de l'association des anciens élèves et amis des langues orientales, juin 2011, p. 95-98.
- Robichon François, Les Panoramas en France au XIXe siècle, thèse de doctorat, Nanterre, 1982.
- Bernard Comment, Le XIXe siècle des panoramas, essai, Paris, Adam Biro, 1993.
- Bernard Comment, The Painted Panorama, New York, Harry N. Abrams, Inc, 1999.
- Patrick Désile, Généalogie de la lumière. Du panorama au cinéma, Paris, L’Harmattan, 2000  (ISBN 2-7384-9092-1).
- S. Oettermann, The Panorama, History of a Mass Medium, New-York, Zone Books, 1997.